# Lion
«Lion» — (стилизуется как LION) песня южнокорейской гёрл-группы (G)I-DLE, которая исполнила её на реалити-шоу Queendom. Сингл был выпущен в цифровом виде 25 октября 2019 года. Пятая песня в мини-альбоме Queendom Final Comeback. Текст песени был написан Сон Юци, которая также сочинила к нему музыку вместе с Big Sancho (Yummy Tone).
(G)I-DLE заняли второе место на этом шоу.
Хотя, на момент его выхода, сингл не занимал высокое место в музыкальном чарте, позже он стал неожиданным хитом, после завоевания популярности сценической концепцией The Queen’s Royal Welcome группы. Песня достигла 5 строчки в чарте World Digital Song Sales, в результате этого у (G) I-DLE появился пятый хит в рейтинге топ-10.
С тех пор песня получила признание от музыкальных критиков, которые назвали её «Песней года», а группу назвав «Молодыми львами» при упоминаниях о потенциале группы.
Песня вошла в третий мини-альбом группы I Trust, который был выпущен 6 июля 2020 года.

## Предпосылки и релиз
24 октября, за день до релиза, Mnet выпустила превью финального эпизода Queendom, в котором конкурсанты рассмотрели и описали песню других команд. На следующий день Mnet поделился взглядом для каждого трека от каждой группы к зрителям. В полдень шесть на команд шоу, включая (G)I-DLE, выпустили свои заключительные песни на различных музыкальных потоковых сайтах.
Перед заключительным эпизодом Mnet показал клип Чон Соён, представивший участникам группы «Lion». Соён прокомментировала: «Мы не получаем песню, поэтому мы должны двигаться быстро». Она рассказала, что получила вдохновение от просмотра Короля Льва, который был в кинотеатрах, когда она начала писать. «Лев — это король, мы — короли».
Песня была выпущена в цифровом виде 25 октября через несколько музыкальных порталов, включая Melon и iTunes, а затем Spotify на следующий день.

## Композиция и лирика
«Lion» был описан как песня, которая имеет сильный барабан и впечатляющий 808 бас. В частности, тексты песен, в которых сравниваются естественное достоинство и харизмукоролевы со львом после всех сражений, выносливости и ран при захвате трона и его защите, дают чувство отчаяния и холода, а также прекрасного, сильного и священного.
Участница Шухуа, у которой обычно было наименьшее количество строк, продемонстрировала мощное исполнение и воплотила тему песни «Коронация молодого льва». Уникальный голос Минни, богатые выражения Суджин и красивые голоса Миён и Юци украшали хор. В то время как свирепый рэп Соён был кульминацией песни. Один за другим они провозглашают фразу «Я королева, подобная льву» и надевают корону на голову.

## Промоушен
7 ноября 2019 года (G)I-DLE исполнили «Lion» в качестве специальной сцены на M Countdown.

## Живое выступление
(G) I-DLE впервые исполнил Lion" в прямом эфире финале Queendom 31 октября 2019 года. Группа начала с истории «Lion» с повествования Минни, объявляющего о начале грандиозной церемонии приветствия, за которым последовал сольный танец самого молодого участника, Шухуа. Они появились в золотых одеждах, богато украшенных львиной гривой. В частности, хореография представляет собой движение льва и жесты рук, символизирующие корону. Сценическое представление завершилось стадом львов [танцоров], следующих за (G)I-DLE к шести тронам. Участницы AOA, наблюдая за сценой, сказали: «Я чувствовала, что вижу шесть королев львов. Я была поражена. Это было чудесно».
Этап был описан как «этап мирового уровня» и «этап легенды».
1 ноября видео превысило 1 миллион просмотров в 11 часов утра. В частности, он занял первое место в YouTube и по количеству просмотров по сравнению с видео других участников, которые были выпущены вместе.

## Коммерческий успех
«Lion» не вошел в цифровую диаграмму Gaon, когда она была впервые выпущена, но дебютировал на 77 строчке в чарте Gaon. «Lion» приобрел популярность и стал вирусным после выхода последнего эпизода Queendom. Он снова вошел в чарты различных музыкальных сайтов в реальном времени и запустил обратную диаграмму.
Через три недели после релиза «Lion» поднялся на восемь позиций с тринадцатого на пятое место в чарте Billboard World Digital Songs Sales. Сингл также поднялся на 89 строчку на цифровой диаграмме Gaon, с номера 101 до своего нового пика на 19 строчке. Он достиг пика на 7 строчки в таблице загрузок Gaon. «Lion» достиг пика на 2 строчке в чарте KKBox Kpop и возглавлял чарт корейской песни QQ Music в течение двух недель подряд. Песня дебютировала на K-pop Hot 100 Billboard на 45 строчке и достигла своего пика на 5 строчке 9 ноября.

## Музыкальное видео
После выпуска трека «Lion» на сайтах потоковой передачи музыки 25 октября (G)I-DLE неожиданно выпустили видео — тизер на трек 3 ноября. Музыкальное видео было выпущено 4 ноября.
Музыкальное видео было снято Digipedi и поставлено хореографом Star System, которая ранее работали с ними для «Uh-Oh». Визуальные эффекты от царапин львиного когтя Суджин были сделаны студентами из университета Хосео под руководством профессора Чо Хён Чжуна. Музыкальное видео начинается со спокойного голоса Минни и звука низкого барабана в тишине темноты и напряжения. Журнал IZE описывает вторую половину видео как расшатывание гендерной иерархии. Участницы стоят на алтаре, в то время как львы-самцы находятся на ступеньках под ними и заканчивают обрамленным изображением льва, плавающего в огне. Суджин, стоящая перед портретом с татуировкой «Самолюбие — лучшая любовь», показывает, что это освобождение, основанное на чувстве собственного достоинства. Узкая структура, которая часто навязывалась в основном женским группам для определённой концепции, бессильна по отношению к (G)I-GLE.
Джефф Бенджамин, пишущий для Forbes, описал видео «Царственный и свирепый», в котором каждая участница представлена в двух разных фонах, в которых Миён, Юци и Шухуа в царственных условиях сидят на престолах рядом с музейными работами и выживают в анималистических условиях, следы когтей на спине Суджин, Минни окружена опасными стрелами, в то время как Соён выглядит ограниченно, но освобожденной в клетке. Видео выражает историю «LION» в великолепной и изощренной манере, от клетки дикого зверя до короны и трона.
Музыкальное видео было популярным в корейских популярных видео на YouTube. Он достиг 5 миллионов просмотров за два дня. За двадцать четыре дня видеоклип достиг 20 миллионов просмотров. Хореографическое видео было выпущено в память о 20 миллионах просмотров.

## Чарты
| Чарты (2019)                        | Высшая позиция |
| ----------------------------------- | -------------- |
| Сингапур (RIAS)                     | 20             |
| Республика Корея (Gaon)             | 19             |
| Республика Корея (K-pop Hot 100)    | 5              |
| США World Digital Songs (Billboard) | 5              |

### Ежемесячный чарт
| Чарты (2019)                          | Высшая позиция |
| ------------------------------------- | -------------- |
| Республика Корея (Gaon Digital Chart) | 22             |

| Чарты (2020)                          | Вцсшая позиция |
| ------------------------------------- | -------------- |
| Республика Корея (Gaon Digital Chart) | 63             |

## Победы

### Награды и номинации
| Год  | Премия              | Категория                         | Результат | Ссылка |
| ---- | ------------------- | --------------------------------- | --------- | ------ |
| 2020 | Golden Disk Awards  | Лучший перфоманс — Женская группа | Победа    | [ 39 ] |
| 2020 | Korean Music Awards | Лучшая поп песня                  | Номинация | [ 40 ] |

| Критик/публицист | Лист                                                   | Ранг | Примечания        | Ссылки |
| ---------------- | ------------------------------------------------------ | ---- | ----------------- | ------ |
| Billboard        | 25 лучших K-pop песен 2019: Critics' Picks             | 9    | Песня             | [ 41 ] |
| Bugs             | Топ 100 годовых песен 2019                             | 92   | Песня             | [ 42 ] |
| BuzzFeed         | 30 песен, которые помогли определить K-Pop в 2019 году | 11   | Песня             | [ 43 ] |
| BuzzFeed         | 30 лучших K-pop видеоклипов года                       | 28   | Музыкальное видео | [ 44 ] |
| IZM              | Топ 10 песен 2019 года                                 | н/д  | Песня             | [ 4 ]  |
| Melon            | Топ 7 K-Pop песен 2019 года                            | н/д  | Песня             | [ 45 ] |
| SBS              | Топ 100 Азиатских поп песен 2019 года                  | 49   | Песня             | [ 46 ] |
| Rolling Stone    | 10 лучших K-pop видеоклипов 2019                       | н/д  | Музыкальное видео | [ 47 ] |

## Плагиат

### Обложка веб-новеллы
1 января 2020 года Обложка веб-романа «You Be The 'Supporting Role'»
была раскритикована фанатами за плагиат концепции музыкального клипа (G)I-DLE «Lion». Затем, 3 января 2020 года, издательская компания Viewcommz опубликовала официальное заявление с извинениями перед (G)I-DLE и их поклонниками. Писательница рассказала, что выложила свой роман в сеть, но обложку романа сделал иллюстратор. Позже художник-фрилансерп признался, что черпал вдохновение именно из клипа «Lion», и изменил обложку.